# L'Ombre des bateaux sur la ville

L'Ombre des bateaux sur la ville est un téléfilm français réalisé par Jacques Krier et diffusé pour la première fois en 1986.

## Synopsis
Sète, au bord de la Méditerranée. Max, un jeune homme de vingt ans, se réfugie dans la cabine d'un pont basculant du port. Armé d'un fusil, il tire sur tout ce qui bouge. Ses parents, ses proches et la police tentent de l'arrêter et de comprendre ses motivations, mais rien n'y fait.
Les flashbacks décrivent un jeune homme au chômage, révolté et mal dans sa peau qui traîne, en plus de ses propres angoisses, celles de son père, ouvrier des chantiers navals sans travail.
Le jeune homme sera abattu au matin par la police.

## Fiche technique
- Titre propre : L'Ombre des bateaux sur la ville
- Réalisation : Jacques Krier
- Scénario : Jacques Krier
- Photographie : Bernard Zanni
- Musique : Jean-Claude Petit
- Production : TF1 Films Production (Boulogne 1984)
- Genre : téléfilm dramatique
- Durée : 73 minutes (1h13)
- Première diffusion : vendredi 24 janvier 1986 à 22h21[1] sur TF1

## Distribution
- Jean Franval : le père (Paul)
- Thierry Trani : Max
- Antoinette Moya : la mère (Violette)
- Georges Mavros : le maire
- Marguerite Laforêt : la grand-mère
- Aïcha Sis : Leïla
- Paul Fargier : Jo
- Annie Gregorio : Jany
- Georges Staquet : le commissaire
- Guy Louret : l'inspecteur
- Jean Toscan : Provensi
- Bibiche : le chien
- le groupe Carré Blanc

## Critiques
"La solitude du tireur fou. Un engrenage solidement filmé par Jacques Krier, le réalisateur qui sait si bien écrire les gens simples."
"Sans nuire à la cohérence de l’histoire, cette succession de flash-back permet au contraire de mieux la comprendre. Séquence après séquence, Jacques Krier construit son film comme un puzzle. Il évite la banalité (les jeunes chômeurs ne manquent pas) et renverse les clichés. De ces méditerranéens réputés bavards, il fait des personnages peu loquaces, presque rudes. Les regards, la lumière rasante du soir ou celle grise du petit matin, en disent bien plus long que les mots. L’ombre, ici véritable symbole, prend une dimension démesurée. Elle pèse sur Max comme une fatalité. L’ombre menaçante aujourd’hui de ce pont dressé en permanence dans le ciel, l’ombre rassurante autrefois de la coque des bateaux que l’on construisait dans le port (d’où le titre du film). Jacques Krier  a réalisé une œuvre toute en nuances, parfaitement servie par une interprétation sans failles. La composition de Jean Franval dans le rôle du père est remarquable."
Christiane Navas